# جورجیا پالماس
جورجیا پالماس (به ایتالیایی: Giorgia Palmas) (زاده ۵ مارس ۱۹۸۲ در کالیاری) مجری تلویزیون و مدل ایتالیایی است. او پس از حضور در برنامهٔ تلویزیونی Striscia la notizia به شهرت رسید.

## فعالیت ها
او فعالیت خود را از سال ۲۰۰۰ آغاز کرد. او در مسابقات بین‌المللی دوشیزه دنیا ( Miss World ) سال ۲۰۰۰ ، جایگاه دوم را به دست آورد. در این سال پریانکا چوپرا مدل و بازیگر هندی به جایگاه اول رسید.
جورجیا پالماس همچنین دوست دختر داویده بومباردینی فوتبالیست ایتالیایی و بازیکن سابق تیم های رم و پالرمو است.
از فیلم‌ها یا مجموعه‌های تلویزیونی که وی در آن‌ها نقش داشته است، می‌توان به برداشت نخست خوب اشاره نمود.